# Ingmar Villqist
Ingmar Villqist, właśc. Jarosław Świerszcz (ur. 1960 w Chorzowie) – polski dramatopisarz, reżyser i wykładowca akademicki, z wykształcenia historyk sztuki.

## Życiorys
W 1979 ukończył III Liceum Ogólnokształcące im. Stefana Batorego w Chorzowie.
Absolwentem Uniwersytetu Wrocławskiego. Zadebiutował w 1980 roku opowiadaniem pt. „Zlecenie na dostawę”, opublikowanym na łamach tygodnika „Student” (nr 6/1980) W 1989 roku został dyrektorem artystycznym Biura Wystaw Artystycznych w Katowicach. Kurator licznych wystaw indywidualnych i zbiorowych współczesnych artystów polskich i zagranicznych, m.in. w 1994 roku był kuratorem polskiej ekspozycji na Biennale Sztuki w São Paulo.
Jako krytyk sztuki współpracował w latach 1988–2001 m.in. z pismami artystycznymi „Sztuka”, „Projekt”, „Exit”, „Format”, „Śląsk”, „Integracje”, „Tak i nie”, „Pokaz”, „Twórczość”, „Tygodnik Powszechny”, „Gazeta Wyborcza”, „Art & Buissnes”, „Marie Claire”. Redaktor naczelny (1990-1991) kwartalnika artystycznego „BWArt”. Od 2013 roku felietonista Gazety Wyborczej w Katowicach i dwumiesięcznika „Style”, członek Rady Redakcyjnej kwartalnika „Fabryka Silesia”.
Wykładał historię sztuki XX wieku w Akademii Sztuk Pięknych w Krakowie oraz Katowicach (1991-1997), a także w Warszawie (1997-2004). Od 2004 roku, wykładowca na Wydziale Radia i Telewizji im. K. Kieślowskiego Uniwersytetu Śląskiego w Katowicach.
W 1994 roku został wicedyrektorem Galerii Sztuki „Zachęta” w Warszawie. Od tego roku był członkiem Międzynarodowego Stowarzyszenia Krytyków Sztuki (AICA), później członkiem zarządu Polskiej Sekcji AICA. W 1994-1995 współpracował z programem Polonia Telewizji Polskiej.
W 1995 roku zadebiutował jako dramatopisarz jednoaktówką „Kostka smalcu z bakaliami” nagrodzoną w konkursie „Tygodnika Powszechnego”. Założyciel chorzowskiego Teatru Kriket. Wystawił i wyreżyserował w nim swoje sztuki „Oskar i Ruth” (Grand Prix i nagroda publiczności na XXXV Ogólnopolskim Festiwalu Małych Form Teatralnych w Szczecinie w 2000 roku) i „Noc Helvera”. Od 1998 roku używa pseudonimu artystycznego „Ingmar VILLQIST”.
W latach 2000–2006 reżyser w Teatrze Wybrzeże w Gdańsku; w latach 2008–2010 dyrektor naczelny i artystyczny Teatru Miejskiego im. Witolda Gombrowicza w Gdyni. W 2009 i 2010 dyrektor Festiwalu Polskich Sztuk Współczesnych organizowanych przez ten teatr.
W swej twórczości eksponuje motywy faszyzmu i płciowości człowieka. W 2010 zadebiutował jako reżyser filmowy dramatem Ewa. Jego sztuki były wystawiane na wielu scenach polskich i zagranicznych; przetłumaczono je na wiele języków.

## Publikacje i inne dzieła

### Dramaty
- Vernisaż, 1988
- Kostka smalcu z bakaliami, 1995
- Noc Helvera, Oskar i Ruth, Lemury, 1999
- Beztlenowce, Fantom, Bez tytułu, Cynkweiss, 2000
- Entartete Kunst, Preparaty, 2001
- Helmucik, Sprawa miasta Ellmit, 2002
- Archipelag wysp pingwinich, 2003
- Kompozycja w słońcu, 2007
- Czarodziejka z Harlemu, Kompozycja w błękicie, 2008
- Oddychaj ze mną, Stile Nacht, 2009
- Taka fajna dziewczyna jak ty, Święta noc, 2010
- Złote wesele, 2011
- Echnaton i Eris, 2012
- Miłość w Königshütte, premiera 2012
- Niebiański raj, Jednoaktówka świąteczna III, 2013
- Chłopiec z łabędziem, prapremiera 8 maja 2015

### Film fabularny
- Helmucik, scenariusz na podstawie dramatu własnego Helmucik, reżyseria. Zdjęcia: Adam Sikora. Produkcja; Kulturbiuro Stadt Essen, 2005
- Ewa, scenariusz i reżyseria Ingmar Villqist i Adam Sikora, 2010

### Spektakle Teatru TV
- Noc Helvera, reż. Barbara Sass, 2000
- Kostka smalcu z bakaliami, reż. Ł. Barczyk, Beztlenowce, reż. Ł. Barczyk, 2001
- Fantom, reż. Ł. Barczyk, 51 minut (Bez tytułu) reż. Ł. Barczyk, 2003
- Noc Helvera, reż. Jakub Spalek, Czeska Telewizja, 2005

### Słuchowiska w Teatrze Polskiego Radia
- Kompozycja w błękicie, Program 1 Polskiego Radia, reż. I. Villqist, 2010
- Taka fajna dziewczyna jak ty, Program 1 Polskiego Radia, reż. I. Villqist, 2011
- Oddychaj ze mną, Program 3 Polskiego Radia, reż. I. Villqist, 2011
- Kompozycja w słońcu, Program 1 Polskiego Radia, reż. I. Villqist; Noc Helvera, Program 1 Polskiego Radia, reż. I. Villqist; Oskar i Ruth, Program 1 Polskiego Radia, reż. Jan Buchwald; Beztlenowce, Program 3 Polskiego Radia, reż. I. Villqist; A. Gelman – Ławeczka, Program 1 Polskiego Radia, reż. I. Villqist; Świąteczne (Stille Nacht), Święta noc, Jednoaktówka świąteczna III, reż. I. Villqist, 2013

## Odznaczenia i nagrody
- Brązowy Krzyż Zasługi (2000)
- Grand Prix i nagroda publiczności na 35. Ogólnopolskim Przeglądzie Teatrów Małych Form w Szczecinie dla spektaklu Oskar i Ruth (2001)
- coroczne nominacje do Paszportu Polityki (2001-2004)
- Nagroda Honorowa Gdańskiego Towarzystwa Przyjaciół Sztuki (2002)
- Nagroda Prezydenta Chorzowa w dziedzinie kultury (2004)
- Śląski Orzeł 2005
- Najlepszy debiut na festiwalu Nowe Horyzonty za film „Ewa” (2010)
- Dwie nominacje do Złotych Kaczek za film „Ewa” (reżyseria i scenariusz, 2010)
- Tele-Splendor (7 grudnia 2015)[1][2]